# José Edmundo Caetano

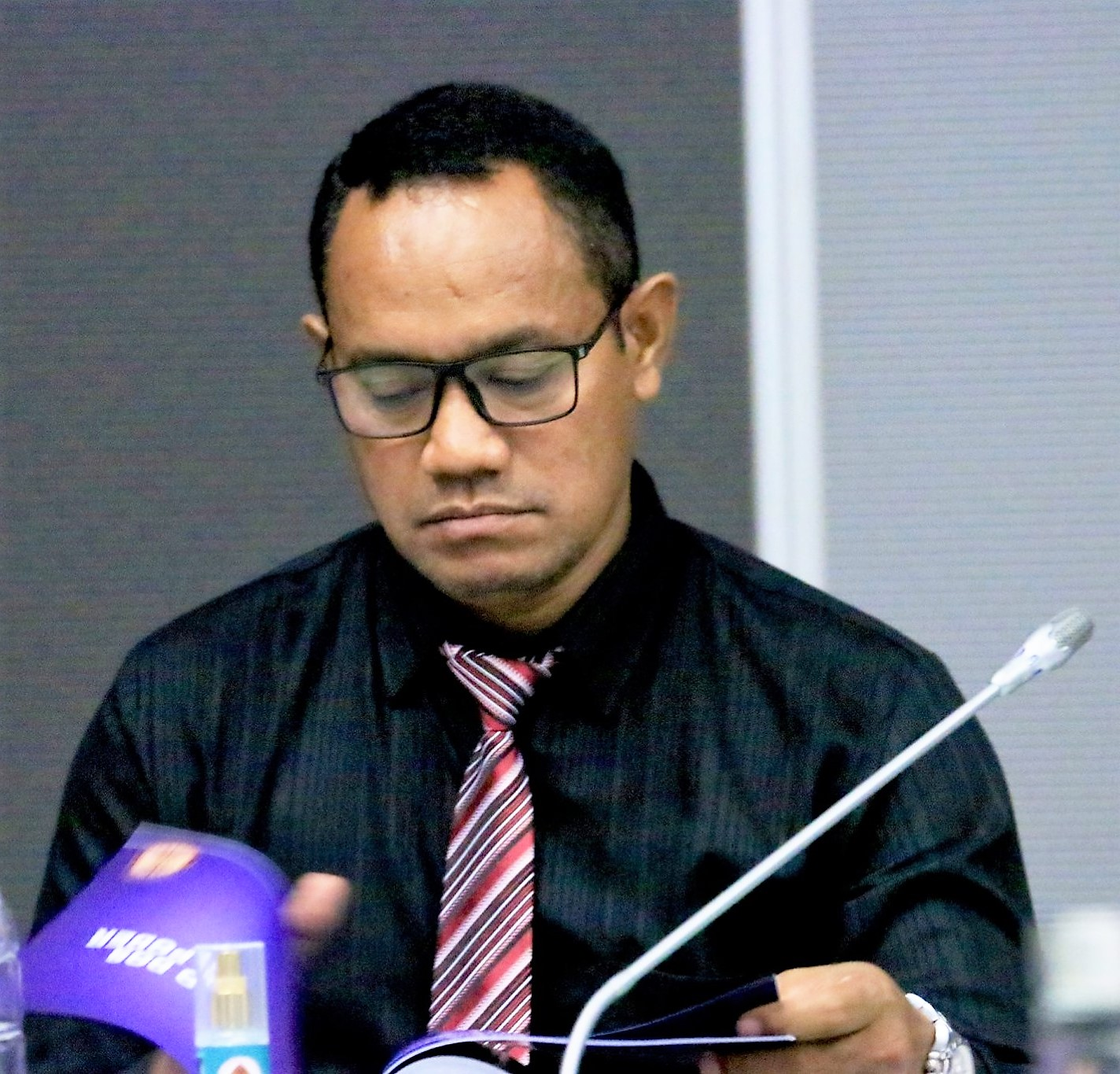
José Edmundo Caetano (2020)

José Edmundo Caetano (* 21. Juni 1971 in Lospalos, Lautém, Portugiesisch-Timor) ist ein osttimoresischer Politiker und Hochschullehrer. Er ist Mitglied der Kmanek Haburas Unidade Nasional Timor Oan (KHUNTO) und Präsident der juristischen Kommission der Partei.

## Werdegang
Caetano ist das vierte von sechs Kindern von João Caetano und Maria Rosinda Caetano. Die Familie lebte nach der indonesischen Invasion 1975 in der Wildnis, bis sie 1979 in ihr Heimatdorf Loiquero (Suco Mehara) zurückkehrten. Im Suco Mehara besuchte Caetano die Grund- und prä-Sekundarschule São Domingos Savio. Danach folgte von 1992 bis 1995 die Öffentliche Sekundarschule in Dilis Stadtteil Becora.
Noch in seinem Heimatdorf schlossen sich Caetano und seine Brüder dem Netzwerk des osttimoresischen Widerstands gegen die indonesische Besatzung an. Hier war Caetano von 1990 bis 1999 aktiv. Von 1995 bis 1998 bekam er die Möglichkeit zu einer Hochschulausbildung an der Akademie für Strafvollzugswissenschaften oder Strafvollzugsdienste und soziale Wiedereingliederung des indonesischen Justizministeriums. 1998 erhielt er dort seinen Bachelor-Titel in Jura.
Nach dem Unabhängigkeitsreferendum von 1999 und der Wiederherstellung der nationalen Unabhängigkeit Osttimors 2002 arbeitete Caetano als Dozent an der juristischen Fakultät der Universidade Maulear in Dili und später als Vizedekan und Dozent an der juristischen Fakultät der Universidade de Díli (UNDIL). Parallel dazu arbeitete Caetano als Rechtsanwalt in der Vereinigung TANE TIMOR. Er war Koordinator der Rechtshilfe und bis 2008 auch Rechtsanwalt bei der Kommission für Gerechtigkeit und Frieden der Diözese Dili. Während der Präsidentschaftswahlen 2007 arbeitete er als Beamter der COMEG (Joint Monitoring of General Election). Bei den folgenden Parlamentswahlen in Osttimor 2007 kandidierte Caetano erfolglos für die Partido Milénio Democrático (PMD) auf Listenplatz 14.
Zwölf Jahre lang arbeitete Caetano als Rechtsberater und unterstützte die Abteilung für Strafvollzug und soziale Wiedereingliederung (DNSPRS) im Justizministerium Osttimors und war dort zudem Rechts- und Legislativberater (DNAJL). Anschließend arbeitete er bis zum 23. Juni 2020 als Rechtsberater in der Rechtsabteilung des Ministeriums für den öffentlichen Dienst. An diesem Tag wurde Caetano in der VIII. konstitutionelle Regierung Osttimors unter Premierminister Taur Matan Ruak zum Vizeminister für Justiz ernannt. Die Vereidigung fand am 24. Juni 2020 statt. Zuvor war die Position im Kabinett vakant. Das Amt hatte Caetano bis zum Ende der Legislaturperiode am 30. Juni 2023 inne.
Caetano ist Generalsekretär der Ritual-Arts-Gruppe Korka, die enge Verbindungen mit der KHUNTO unterhält.

## Sonstiges
Caetano ist mit Maria Rosinda Caetano Yenny verheiratet. Das Paar lernte sich an der Akademie des indonesischen Justizministeriums kennen. Yennys Vater ist Direktor im indonesischen Gefängnisdienst. Das Paar hat zwei Söhne.